# Faistenau
Faistenau è un comune austriaco di 3 012 abitanti nel distretto di Salzburg-Umgebung, nel Salisburghese.